# 格拉茨工業大學
格拉茨工業大學（德語：Technische Universität Graz, 简称TU Graz)，位于奥地利第二大城市、施蒂里亚州首府格拉茨。1811年由奧利地的約翰大公（Archduke Johann of Austria, 1782-1859）創立，现今由七大部门所构成。与莱奥本礦業大學、维也纳工業大学组成奥地利科技大学网络。
格拉茨科技大学在2019年QS大学排名中全球综合排名363名，奧地利國內排名第4名，僅次於維也納大學、維也納科技大學與因斯布魯克大學。

## 系科设置
- 建築系（Faculty of Architecture）
- 土木工程系（Faculty of Civil Engineering）
- 計算機與生物醫學工程系（Faculty of Computer Science and Biomedical Engineering）
- 電器工程及信息工程系（Faculty of Electrical and Information Engineering）
- 機械工程及經濟學系（Faculty of Mechanical Engineering and Economic Sciences）
- 數學、物理及大地測量學系（Faculty of Mathematics, Physics and Geodesy）
- 技術化學、化學與工藝工程及生物技術系（Faculty of Technical Chemistry, Chemical and Process Engineering, Biotechnology）

## 校園景色

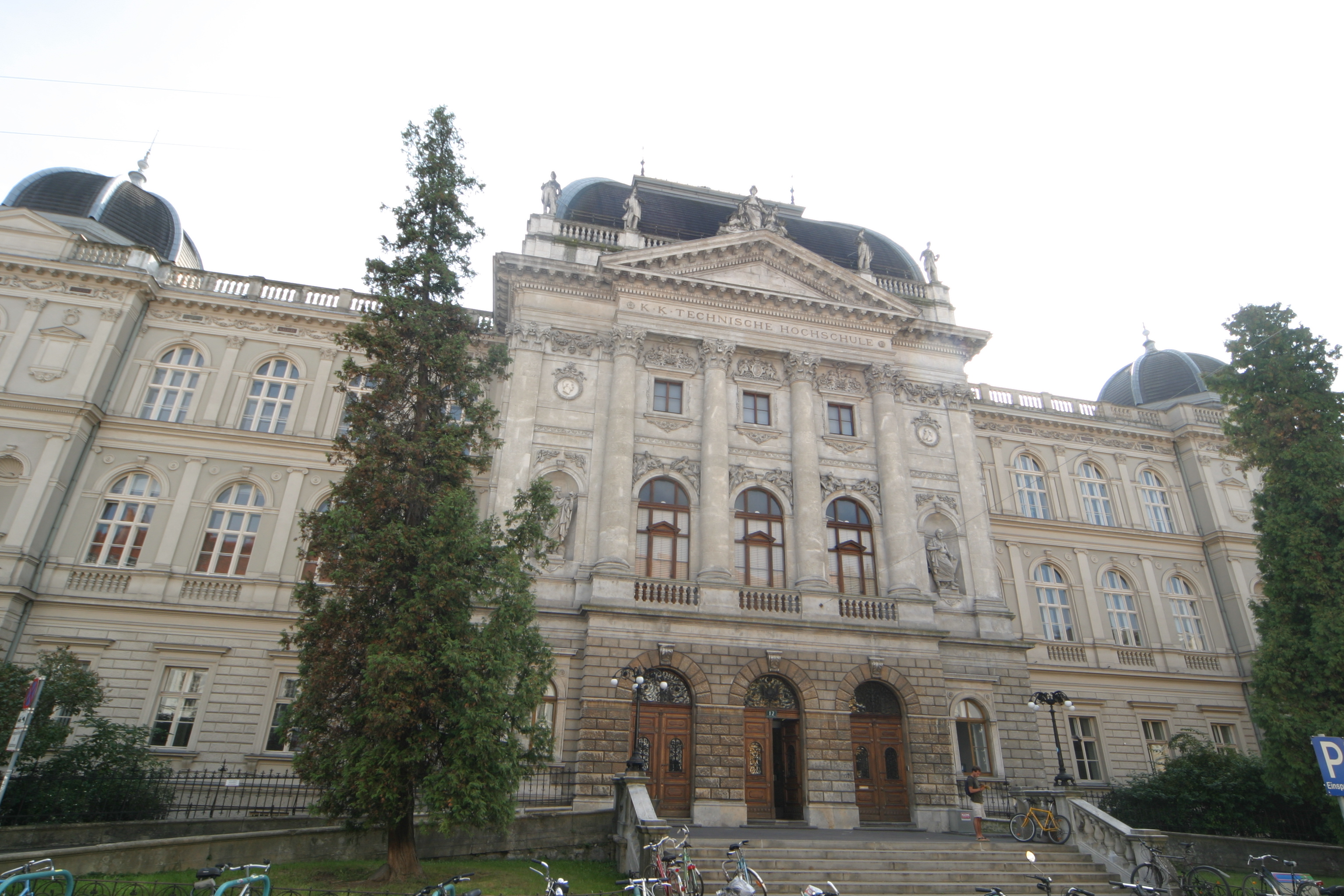
主樓
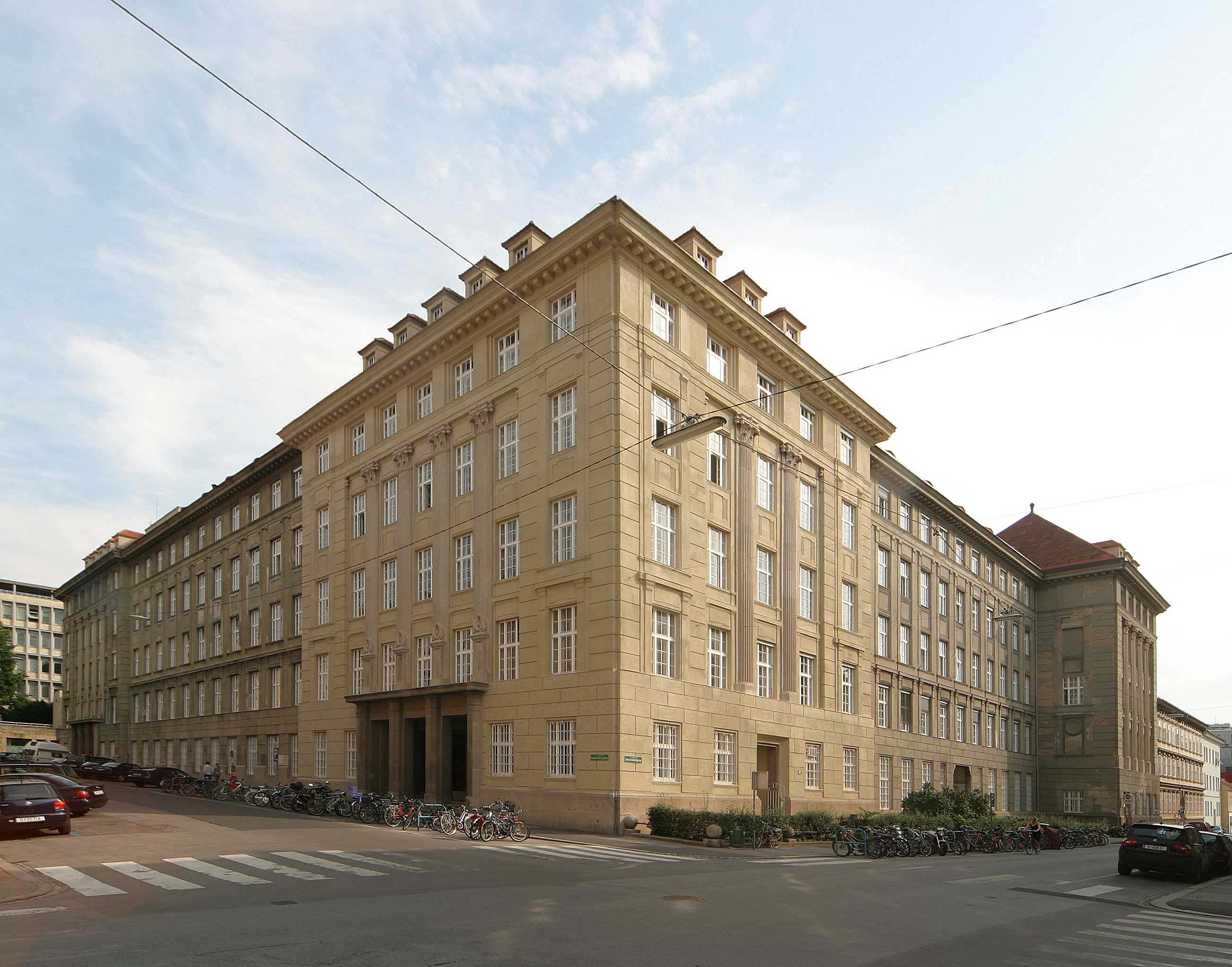
新技術大樓
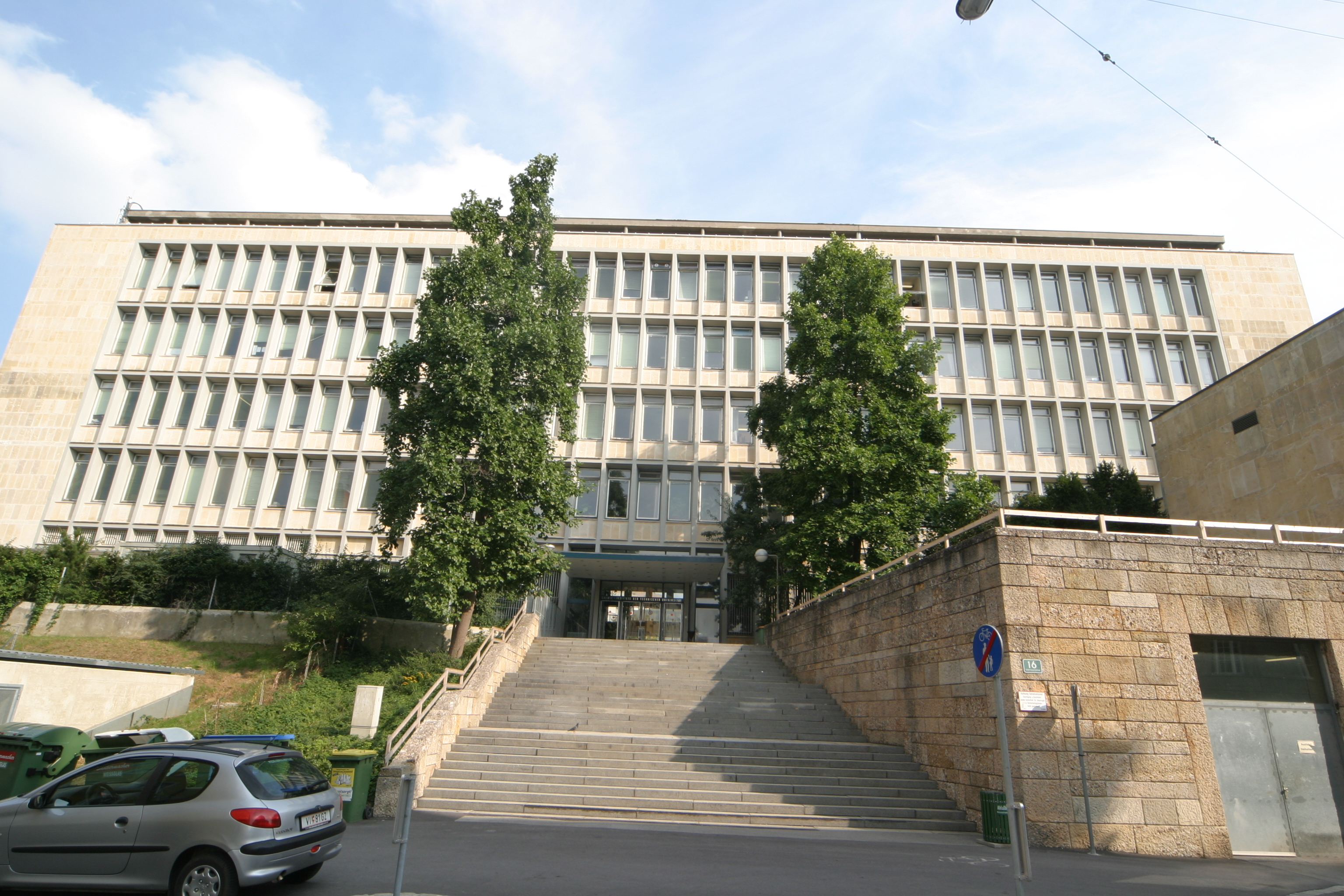
生物醫學技術大樓
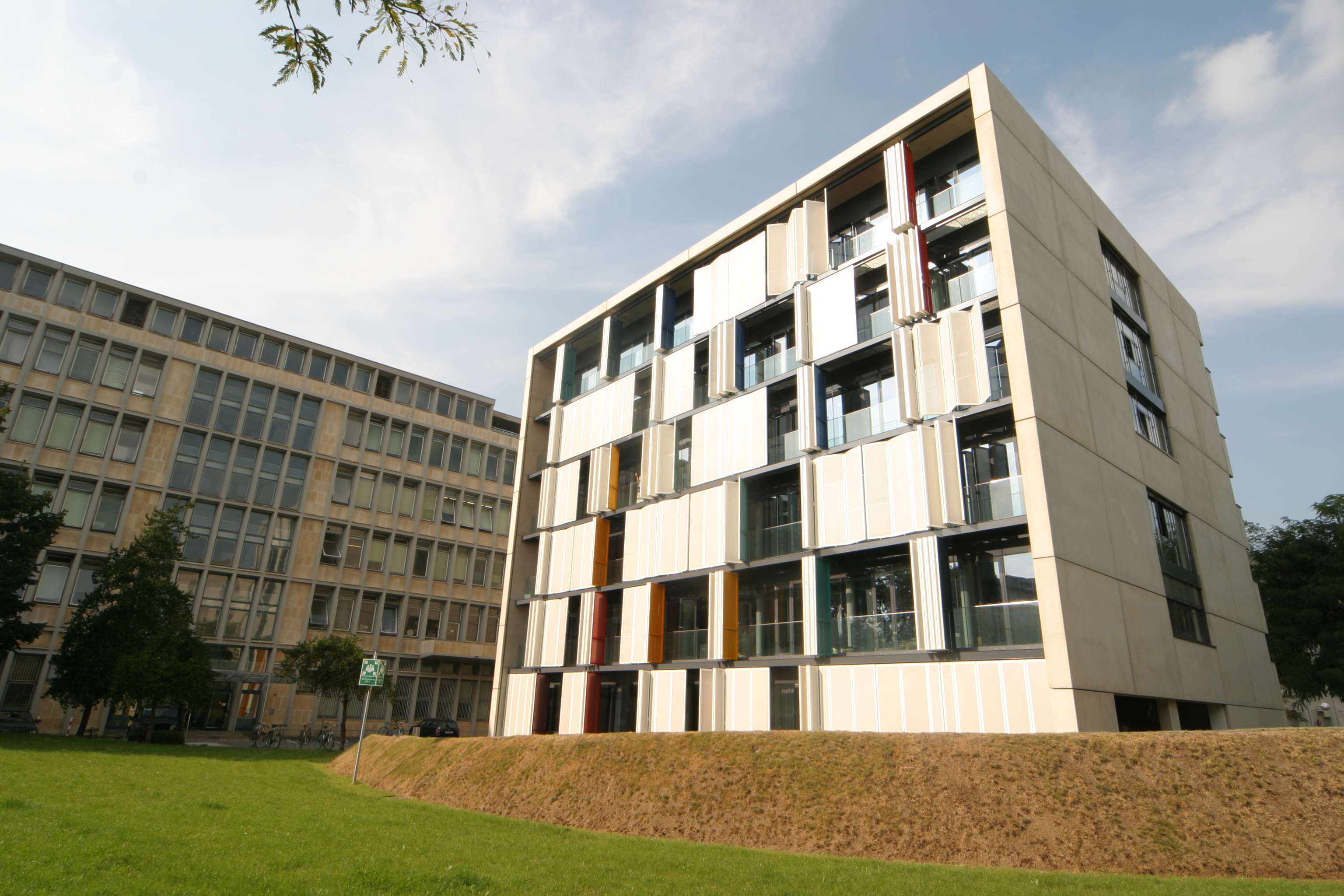
化學大樓